# Cuddington (Buckinghamshire)
Cuddington – wieś w Anglii, w hrabstwie Buckinghamshire, w dystrykcie (unitary authority) Buckinghamshire. Leży 64 km na północny zachód od centrum Londynu. W 2001 miejscowość liczyła 545 mieszkańców.